# Gríslatindur

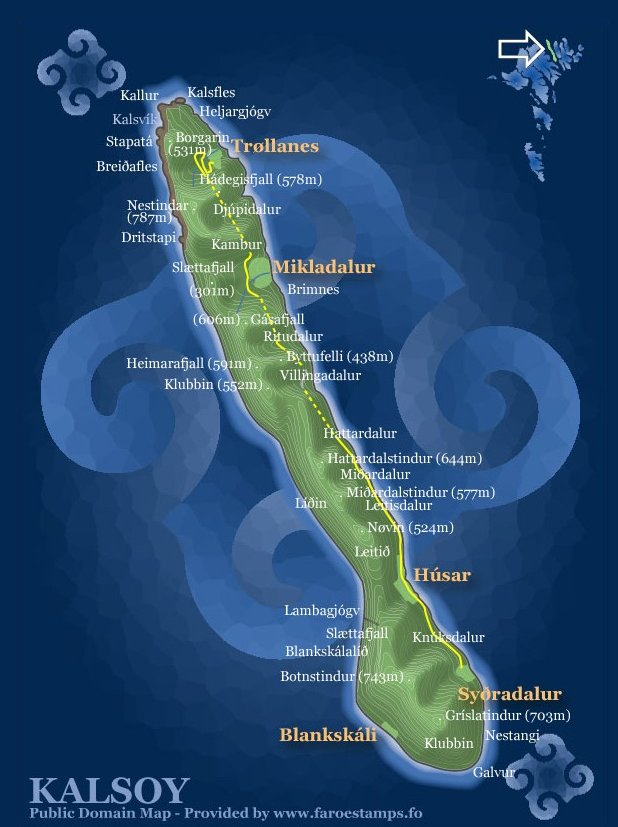
Karta över Kalsoy med Gríslatindur utmärkt

Gríslatindur är ett berg på ön Kalsoy i den norra delen av ögruppen Färöarna. Berget har en högsta topp på 700 meter vilket gör toppen till den tredje högsta på Kalsoy efter Nestindur (787 meter) och Botnstindur (743 meter). Toppen ligger vid sydspetsen av ön, på den östra sidan nära samhället Syðradalur.